# Prunus speciosa
{{#ifeq:0|0|{{#if:Prunus speciosa|{{#if:|[[]}}|[[]]}}}}
Prunus speciosa — вид квіткових рослин із підродини мигдалевих (Amygdaloideae).

## Біоморфологічна характеристика

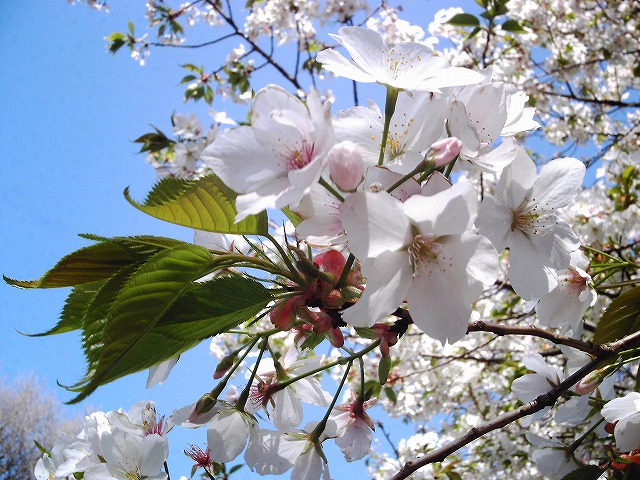
квітки

Це дерево, 60–100(250) дм, без шипів. Гілочки голі. Листки опадні; ніжка 7–45 мм, гола, залозиста; пластина від еліптичної до обернено-яйцеподібної форми, 5–17 × 3–8 см, краї від одно- до подвійно зазубрені, зубці залозисті, верхівка хвостата, поверхні голі. Суцвіття — (2)3–5(6)-квіткові, щитки. Квіти розпускаються після появи листя; чашолистки від розпростертих до відігнутих, від довгасто-яйцеподібних до ланцетних, 3–8 мм, краї цілі або зубчасті, залозисті, поверхні голі; пелюстки білі чи рожеві, від майже округлих до видовжено-обернено-яйцюватих, 8–18 мм. Кістянки чорні, кулясті, 10–13 мм, голі; мезокарпій м'ясистий; кісточки еліпсоїдні, злегка приплюснуті. 2n = 16.

## Поширення, екологія
Місцем ареалу цього виду є Японія (острова Ідзу); інтродукований до США. 